# 플로라 (신화)

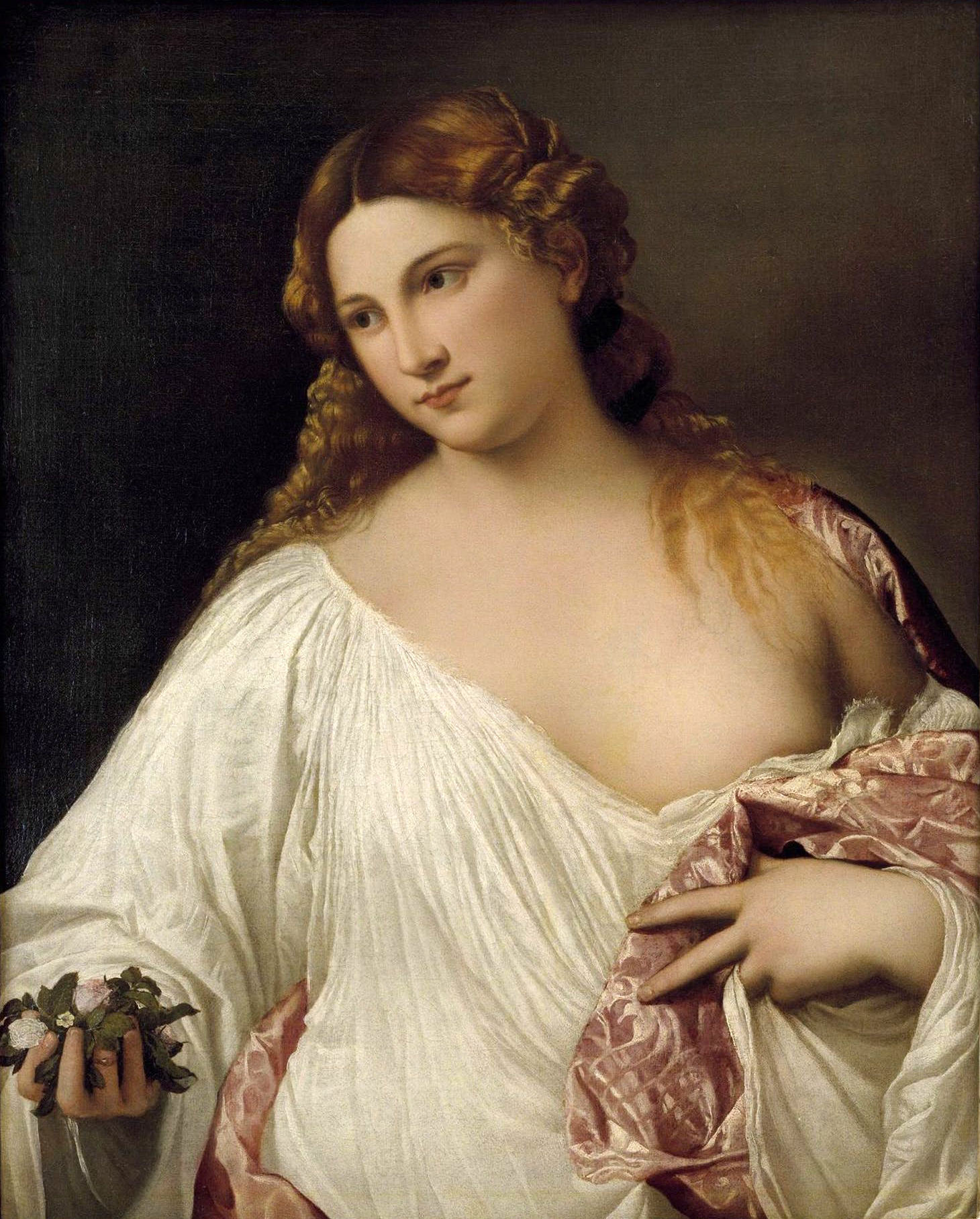
티치아노 베첼리오의 플로라 그림 (1515년)

플로라(라틴어: Flōra)는 로마 신화에 등장하는 꽃과 봄과 풍요를 관리하는 여신이다. 그리스 신화에서는 클로리스에 해당한다.